# Parallelia rectivia

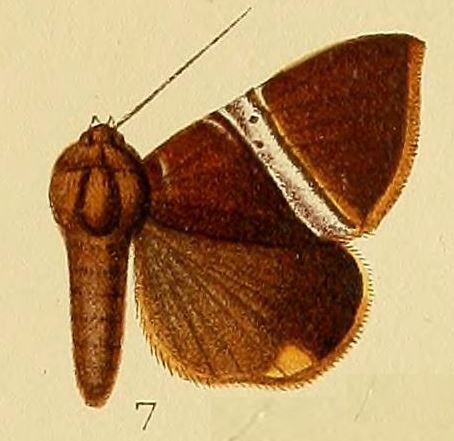
Parallelia rectivia.

Parallelia rectivia är en fjärilsart som beskrevs av George Francis Hampson 1913. Parallelia rectivia ingår i släktet Parallelia och familjen nattflyn. Inga underarter finns listade i Catalogue of Life.